# Petalbaye
Petalbaye est une localité située dans le département de Baraboulé dans la province du Soum de la région Sahel au Burkina Faso.

## Histoire
Le village de Petalbaye est scindé vers 2005 pour autonomiser administrativement le village de Fargo.

## Démographie
| 2003  | 2006 | 2012 |
| ----- | ---- | ---- |
| 1 042 | 554  | -    |

## Santé et éducation
Le centre de soins le plus proche de Petalbaye est le centre de santé et de promotion sociale (CSPS) de Baraboulé tandis que le centre médical avec antenne chirurgicale (CMA) se trouve à Djibo.
Le village possède une école sous paillote.